# 馬佐夫舍地區新莊園縣

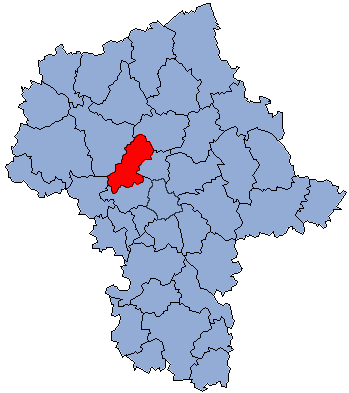

52°26′N 20°41′E / 52.433°N 20.683°E
馬佐夫舍地區新莊園縣（波蘭語：Powiat nowodworski），是波蘭的縣份，位於該國中東部，由馬佐夫舍省負責管轄，首府設於馬佐夫舍地區新莊園，面積692平方公里，2006年人口75,736，人口密度每平方公里110人。